# Splanchnonema
Splanchnonema är ett släkte av svampar som beskrevs av Corda. Splanchnonema ingår i familjen Pleomassariaceae, ordningen Pleosporales, klassen Dothideomycetes, divisionen sporsäcksvampar och riket svampar.
Kladogram enligt Dyntaxa:
| Splanchnonema | \| \| Splanchnonema ampullaceum \| \| \| \| |
|               | \| \| Splanchnonema ampullaceum \| \| \| \| |
|               | Asteromassaria                              |
|               |                                             |
|               | Peridiothelia                               |
|               |                                             |
|               | Pleomassaria                                |
|               |                                             |
|               | Splanchnonema ampullaceum                   |
|               |                                             |

|  | Splanchnonema ampullaceum |
|  |                           |